# شمس أباد العليا (حومة بم)
شمس أباد العلیا (بالفارسية: شمس‌آباد علیا) هي قرية تقع في إيران في منطقة مركزية ريفية. يقدر عدد سكانها بـ 40 نسمة .